# Drugi rząd Józefa Cyrankiewicza
Drugi rząd Józefa Cyrankiewicza – rząd pod kierownictwem premiera Józefa Cyrankiewicza.
Będący od 18 marca 1954 (po odwołanym tego dnia przez Radę Państwa Bolesławie Bierucie) prezesem Rady Ministrów Józef Cyrankiewicz 20 lutego 1957 zgłosił dymisję rządu, którą Sejm przyjął. Tego samego dnia (tzn. 20 lutego) Sejm powołał na stanowiska prezesa Rady Ministrów Józefa Cyrankiewicza i powierzył mu przedstawienie składu rządu. Tydzień później Sejm powołał rząd w zaproponowanym przez niego składzie. W skład rządu weszło 30 osób: prezes Rady Ministrów, 3 wiceprezesów, przewodniczący Komisji Planowania oraz 25 ministrów. W związku z planowaną reorganizacją struktury naczelnych organów administracji pięciu ministrów sprawowało po dwie teki. Dwa ministerstwa posiadały wakaty. Rząd istniał do 18 maja 1961, trzy dni wcześniej premier złożył dymisję swoją i całego gabinetu.

## Druga Rada Ministrów Józefa Cyrankiewicza (1957–1961)
| Funkcja                                                         | Imię i nazwisko             | Imię i nazwisko             | Czas pełnienia funkcji | Czas pełnienia funkcji    |
| Funkcja                                                         | Imię i nazwisko             | Imię i nazwisko             | Od                     | Do                        |
| --------------------------------------------------------------- | --------------------------- | --------------------------- | ---------------------- | ------------------------- |
| Prezes Rady Ministrów                                           |                             | Józef Cyrankiewicz (PZPR)   | 20 lutego 1957(dts)    | 18 maja 1961(dts)         |
| Wiceprezes Rady Ministrów                                       |                             | Stefan Ignar (ZSL)          | 27 lutego 1957(dts)    | 18 maja 1961(dts)         |
| Wiceprezes Rady Ministrów                                       |                             | Piotr Jaroszewicz (PZPR)    | 27 lutego 1957(dts)    | 18 maja 1961(dts)         |
| Wiceprezes Rady Ministrów                                       | Zenon Nowak (PZPR)          | 27 lutego 1957(dts)         | 18 maja 1961(dts)      |                           |
| Minister zdrowia i opieki społecznej                            |                             | Rajmund Barański            | 27 lutego 1957(dts)    | 18 maja 1961(dts)         |
| Minister oświaty                                                |                             | Władysław Bieńkowski (PZPR) | 27 lutego 1957(dts)    | 27 października 1959(dts) |
| Minister żeglugi                                                |                             | Stanisław Darski            | 27 lutego 1957(dts)    | 18 maja 1961(dts)         |
| Minister leśnictwa i przemysłu drzewnego                        |                             | Jan Dąb-Kocioł (ZSL)        | 27 lutego 1957(dts)    | 18 maja 1961(dts)         |
| Minister finansów                                               |                             | Tadeusz Dietrich (PZPR)     | 27 lutego 1957(dts)    | 28 lipca 1960(dts)        |
| Przewodniczący Komisji Planowania przy Radzie Ministrów         | Stefan Jędrychowski (PZPR)  | 27 lutego 1957(dts)         | 18 maja 1961(dts)      |                           |
| Minister kultury i sztuki                                       | Karol Kuryluk (PZPR)        | 27 lutego 1957(dts)         | 29 kwietnia 1958(dts)  |                           |
| Minister handlu wewnętrznego                                    | Marian Minor (PZPR)         | 27 lutego 1957(dts)         | 17 sierpnia 1957(dts)  |                           |
| Minister przemysłu drobnego i rzemiosła                         |                             | Zygmunt Moskwa (SD)         | 27 lutego 1957(dts)    | 25 lutego 1958(dts)       |
| Minister łączności                                              | 25 lutego 1958(dts)         | Zygmunt Moskwa (SD)         | 18 maja 1961(dts)      |                           |
| Minister rolnictwa                                              |                             | Edward Ochab (PZPR)         | 27 lutego 1957(dts)    | 27 października 1959(dts) |
| Minister budownictwa i przemysłu materiałów budowlanych         | Stefan Pietrusiewicz (PZPR) | 27 lutego 1957(dts)         | 25 marca 1960(dts)     |                           |
| Przewodniczący Komitetu Budownictwa, Urbanistyki i Architektury | Stefan Pietrusiewicz (PZPR) | 22 czerwca 1960(dts)        | 18 maja 1961(dts)      |                           |
| Minister przemysłu spożywczego i skupu                          |                             | Feliks Pisula (ZSL)         | 27 lutego 1957(dts)    | 18 maja 1961(dts)         |
| Minister łączności                                              |                             | Jan Rabanowski (SD)         | 27 lutego 1957(dts)    | 25 lutego 1958(dts)       |
| Minister przemysłu chemicznego                                  |                             | Antoni Radliński (PZPR)     | 27 lutego 1957(dts)    | 18 maja 1961(dts)         |
| Minister spraw zagranicznych                                    | Adam Rapacki (PZPR)         | 27 lutego 1957(dts)         | 18 maja 1961(dts)      |                           |
| Minister sprawiedliwości                                        | Marian Rybicki (PZPR)       | 27 lutego 1957(dts)         | 18 maja 1961(dts)      |                           |
| Minister obrony narodowej                                       | Marian Spychalski (PZPR)    | 27 lutego 1957(dts)         | 18 maja 1961(dts)      |                           |
| Minister przemysłu lekkiego                                     | Eugeniusz Stawiński (PZPR)  | 27 lutego 1957(dts)         | 18 maja 1961(dts)      |                           |
| Minister komunikacji                                            | Ryszard Strzelecki (PZPR)   | 27 lutego 1957(dts)         | 17 lutego 1960(dts)    |                           |
| Minister bez teki                                               | Jerzy Sztachelski (PZPR)    | 27 lutego 1957(dts)         | 18 maja 1961(dts)      |                           |
| Minister handlu zagranicznego                                   | Witold Trąmpczyński (PZPR)  | 27 lutego 1957(dts)         | 18 maja 1961(dts)      |                           |
| Minister górnictwa i energetyki                                 | Franciszek Waniołka (PZPR)  | 27 lutego 1957(dts)         | 27 lipca 1959(dts)     |                           |
| Minister przemysłu ciężkiego                                    | Franciszek Waniołka (PZPR)  | 27 lipca 1959(dts)          | 18 maja 1961(dts)      |                           |
| Minister spraw wewnętrznych                                     | Władysław Wicha (PZPR)      | 27 lutego 1957(dts)         | 18 maja 1961(dts)      |                           |
| Minister pracy i opieki społecznej                              | Stanisław Zawadzki (PZPR)   | 27 lutego 1957(dts)         | 25 kwietnia 1960(dts)  |                           |
| Minister przemysłu ciężkiego                                    | Kiejstut Żemaitis (PZPR)    | 27 lutego 1957(dts)         | 27 lipca 1959(dts)     |                           |
| Minister szkolnictwa wyższego                                   | Stefan Żółkiewski (PZPR)    | 27 lutego 1957(dts)         | 18 czerwca 1959(dts)   |                           |
| Minister handlu wewnętrznego                                    | Mieczysław Lesz (PZPR)      | 17 sierpnia 1957(dts)       | 18 maja 1961(dts)      |                           |
| Minister kultury i sztuki                                       | Tadeusz Galiński (PZPR)     | 2 lipca 1958(dts)           | 18 maja 1961(dts)      |                           |
| Przewodniczący Komitetu Drobnej Wytwórczości                    | Adam Żebrowski (PZPR)       | 30 lipca 1958(dts)          | 18 maja 1961(dts)      |                           |
| Minister szkolnictwa wyższego                                   | Henryk Golański (PZPR)      | 18 czerwca 1959(dts)        | 18 maja 1961(dts)      |                           |
| Minister górnictwa i energetyki                                 | Jan Mitręga (PZPR)          | 27 lipca 1959(dts)          | 18 maja 1961(dts)      |                           |
| Wiceprezes Rady Ministrów                                       | Eugeniusz Szyr (PZPR)       | 27 października 1959(dts)   | 18 maja 1961(dts)      |                           |
| Wiceprezes Rady Ministrów                                       | Julian Tokarski (PZPR)      | 27 października 1959(dts)   | 18 maja 1961(dts)      |                           |
| Minister rolnictwa                                              | Mieczysław Jagielski (PZPR) | 27 października 1959(dts)   | 18 maja 1961(dts)      |                           |
| Minister oświaty                                                | Wacław Tułodziecki (PZPR)   | 27 października 1959(dts)   | 18 maja 1961(dts)      |                           |
| Minister komunikacji                                            | Józef Popielas (PZPR)       | 17 lutego 1960(dts)         | 18 maja 1961(dts)      |                           |
| Minister budownictwa i przemysłu materiałów budowlanych         | Marian Olewiński (PZPR)     | 25 marca 1960(dts)          | 18 maja 1961(dts)      |                           |
| Przewodniczący Komitetu do Spraw Techniki                       | Dionizy Smoleński (PZPR)    | 25 marca 1960(dts)          | 18 maja 1961(dts)      |                           |
| Przewodniczący Komitetu Pracy i Płac                            | Aleksander Burski (PZPR)    | 14 czerwca 1960(dts)        | 18 maja 1961(dts)      |                           |
| Minister finansów                                               | Jerzy Albrecht (PZPR)       | 16 listopada 1960(dts)      | 18 maja 1961(dts)      |                           |

## W dniu zaprzysiężenia 27 lutego 1957
- Józef Cyrankiewicz (PZPR) – prezes Rady Ministrów
- Stefan Ignar (ZSL) – wiceprezes Rady Ministrów
- Piotr Jaroszewicz (PZPR) – wiceprezes Rady Ministrów
- Zenon Nowak (PZPR) – wiceprezes Rady Ministrów
- Rajmund Barański (bezpartyjny) – minister zdrowia
- Władysław Bieńkowski (PZPR) – minister oświaty
- Stanisław Darski (bezpartyjny) – minister żeglugi
- Jan Dąb-Kocioł (ZSL) – minister leśnictwa i przemysłu drzewnego
- Tadeusz Dietrich (PZPR) – minister finansów
- Stefan Jędrychowski (PZPR) – przewodniczący Komisji Planowania przy Radzie Ministrów
- Karol Kuryluk (PZPR) – minister kultury i sztuki
- Marian Minor (PZPR) – minister handlu wewnętrznego
- Zygmunt Moskwa (SD) – minister przemysłu drobnego i rzemiosła
- Edward Ochab (PZPR) – minister rolnictwa
- Stefan Pietrusiewicz (PZPR) – minister budownictwa, minister przemysłu materiałów budowlanych
- Feliks Pisula (ZSL) – minister przemysłu spożywczego, minister skupu
- Jan Rabanowski (SD) – minister łączności
- Antoni Radliński (PZPR) – minister przemysłu chemicznego
- Adam Rapacki (PZPR) – minister spraw zagranicznych
- Marian Rybicki (PZPR) – minister sprawiedliwości
- Marian Spychalski (PZPR) – minister obrony narodowej
- Eugeniusz Stawiński (PZPR) – minister przemysłu lekkiego
- Ryszard Strzelecki (PZPR) – minister kolei, minister transportu drogowego i lotniczego
- Jerzy Sztachelski (PZPR) – minister bez teki
- Witold Trąmpczyński (PZPR) – minister handlu zagranicznego
- Franciszek Waniołka (PZPR) – minister energetyki, minister górnictwa węglowego
- Władysław Wicha (PZPR) – minister spraw wewnętrznych
- Stanisław Zawadzki (PZPR) – minister pracy i opieki społecznej
- Kiejstut Żemaitis (PZPR) – minister hutnictwa, minister przemysłu maszynowego
- Stefan Żółkiewski (PZPR) – minister szkolnictwa wyższego
- wakat – minister gospodarki komunalnej
- wakat – minister kontroli państwowej

## Zmiany w składzie Rady Ministrów
- 5 kwietnia 1957
  - Przekształcenia:
    - Ministerstwo Budownictwa oraz Ministerstwo Przemysłu Materiałów Budowlanych przekształcono w Ministerstwo Budownictwa i Przemysłu Materiałów Budowlanych.
    - Ministerstwo Energetyki oraz Ministerstwo Górnictwa Węglowego przekształcono w Ministerstwo Górnictwa i Energetyki.
    - Ministerstwo Hutnictwa oraz Ministerstwo Przemysłu Maszynowego przekształcono w Ministerstwo Przemysłu Ciężkiego.
    - Ministerstwo Kolei oraz Ministerstwo Transportu Drogowego i Lotniczego przekształcono w Ministerstwo Komunikacji.
    - Ministerstwo Przemysłu Spożywczego oraz Ministerstwo Skupu przekształcono w Ministerstwo Przemysłu Spożywczego i Skupu.
- 11 czerwca 1957
  - Przekształcenie:
    - Ministerstwo Żeglugi przekształcono w Ministerstwo Żeglugi i Gospodarki Wodnej.
- 17 sierpnia 1957
  - Odwołanie:
    - Mariana Minora z urzędu ministra handlu wewnętrznego (powołany na ten urząd 27 lutego 1957).

  - Powołanie:
    - Mieczysława Lesza na urząd ministra handlu wewnętrznego.
- 25 lutego 1958
  - Odwołanie:
    - Zygmunta Moskwy z urzędu ministra przemysłu drobnego i rzemiosła (powołany na ten urząd 27 lutego 1957).
    - Jana Rabanowskiego z urzędu ministra łączności (powołany na ten urząd 27 lutego 1957).

  - Powołanie:
    - Zygmunta Moskwy na urząd ministra łączności.
- 29 kwietnia 1958
  - Odwołanie:
    - Karola Kuryluka z urzędu ministra kultury i sztuki (powołany na ten urząd 27 lutego 1957).
- 2 lipca 1958
  - Powołanie:
    - Tadeusza Galińskiego na urząd ministra kultury i sztuki.
- 30 lipca 1958
  - Powołanie:
    - Adama Żebrowskiego na urząd przewodniczącego Komitetu Drobnej Wytwórczości.
- 18 czerwca 1959
  - Odwołanie:
    - Stefana Żółkiewskiego z urzędu ministra szkolnictwa wyższego (powołany na ten urząd 27 lutego 1957).

  - Powołanie:
    - Henryka Golańskiego na urząd ministra szkolnictwa wyższego.
- 18 czerwca 1959
  - Odwołanie:
    - Franciszka Waniołki z urzędu ministra górnictwa i energetyki (powołany na ten urząd 27 lutego 1957).
    - Kiejstuta Żemaitisa z urzędu ministra przemysłu ciężkiego (powołany na ten urząd 27 lutego 1957).

  - Powołanie:
    - Jana Mitręgi na urząd ministra górnictwa i energetyki.
    - Franciszka Waniołki na urząd ministra przemysłu ciężkiego.
- 27 października 1959
  - Odwołanie:
    - Władysława Bieńkowskiego z urzędu ministra oświaty (powołany na ten urząd 27 lutego 1957).
    - Edwarda Ochaba z urzędu ministra rolnictwa (powołany na ten urząd 27 lutego 1957).

  - Powołanie:
    - Mieczysława Jagielskiego na urząd ministra rolnictwa.
    - Eugeniusza Szyra na urząd wiceprezesa Rady Ministrów.
    - Juliana Tokarskiego na urząd wiceprezesa Rady Ministrów.
    - Wacława Tułodzieckiego na urząd ministra oświaty.
- 17 lutego 1960
  - Odwołanie:
    - Ryszarda Strzeleckiego z urzędu ministra komunikacji (powołany na ten urząd 27 lutego 1957).

  - Powołanie:
    - Józefa Popielasa na urząd ministra komunikacji.
- 25 marca 1960
  - Odwołanie:
    - Stefana Pietrusiewicza z urzędu ministra budownictwa i przemysłu materiałów budowlanych (powołany na ten urząd 27 lutego 1957).

  - Powołanie:
    - Mariana Olewińskiego na urząd ministra budownictwa i przemysłu materiałów budowlanych.
    - Dionizego Smoleńskiego na urząd przewodniczącego Komitetu do Spraw Techniki.
- 25 kwietnia 1960
  - Przekształcenia:
    - Zniesiono Ministerstwo Pracy i Opieki Społecznej, Stanisław Zawadzki, minister pracy i opieki społecznej (powołany na ten urząd 27 lutego 1957).
    - Ministerstwo Zdrowia przekształcono w Ministerstwo Zdrowia i Opieki Społecznej.
- 14 czerwca 1960
  - Powołanie:
    - Aleksandra Burskiego na urząd przewodniczącego Komitetu Pracy i Płac.
- 22 czerwca 1960
  - Powołanie:
    - Stefana Pietrusiewicza na urząd przewodniczącego Komitetu Budownictwa, Urbanistyki i Architektury.
- 1 lipca 1960
  - Przekształcenie:
    - Ministerstwo Żeglugi i Gospodarki Wodnej przekształcono w Ministerstwo Żeglugi.
- 28 lipca 1960
  - Śmierć:
    - Tadeusza Dietricha, ministra finansów (powołany na ten urząd 27 lutego 1957).
- 16 listopada 1960
  - Powołanie:
    - Jerzego Albrechta na urząd ministra finansów.